# Каменный Овраг (Пензенская область)
 Каменный Овраг  — село в Неверкинском районе Пензенской области. Административный центр и единственный населенный пункт Каменноовражского сельсовета.

## География
Находится в юго-восточной части Пензенской области на расстоянии приблизительно 3 км на юго-восток от районного центра села Неверкино.

## История
В 1748 году деревня была приписана к Адмиралтейству. В 1911 году показана в общей границе с деревней Степановкой. В 1975 году в черту села включена деревня Адельшино (ныне южная окраина села), которая известна с 1747 года как татарская деревня, большая часть населения переселилась сюда между 1747 и 1762 годами из деревни Салмановки Темниковского уезда. В советское время работали колхозы имени Ворошилова и имени Ленина.

## Население
| 1750 | 1859 | 1911 | 1926 | 1939 | 1959 | 1979 |
| ---- | ---- | ---- | ---- | ---- | ---- | ---- |
| 277  | ↗415 | ↗485 | ↗522 | ↘349 | ↗490 | ↗491 |
| 1996 | 2004 | 2010 | 2012 | 2013 | 2014 | 2015 |
| ↘452 | ↘448 | ↘438 | ↘423 | ↘405 | ↘392 | ↘385 |
| 2016 | 2017 | 2018 | 2021 |      |      |      |
| ↘374 | ↘364 | ↘349 | ↘314 |      |      |      |